# Paul Van Himst
Paul Van Himst (ur. 2 października 1943 w Brukseli) – belgijski piłkarz, grający na pozycji ofensywnego pomocnika lub napastnika, i trener piłkarski. Jest jednym z najwybitniejszych zawodników w historii piłkarstwa belgijskiego i jednym z najskuteczniejszych napastników Europy lat 60. i 70. Przez szesnaście lat był piłkarzem RSC Anderlecht, z którym w tym czasie wygrał osiem tytułów mistrza i cztery Puchary kraju. Trzykrotnie był królem strzelców ligi. Z reprezentacją Belgii, w której barwach rozegrał 81 meczów, jako kapitan zdobył brązowy medal na Euro 1972. Po zakończeniu kariery piłkarskiej rozpoczął pracę szkoleniową. Prowadzony przez niego RSC Anderlecht triumfował w belgijskich rozgrywkach ligowych, a – w 1983 roku – także w Pucharze UEFA. Od 1991 do 1996 roku był selekcjonerem reprezentacji Belgii, z którą dotarł do 1/8 finału Mundialu 1994. Po porażce w eliminacjach do Euro 1996 podał się do dymisji.

## Sukcesy piłkarskie
- mistrzostwo Belgii 1962, 1964, 1965, 1966, 1967, 1968, 1972 i 1974, Puchar Belgii 1965, 1972, 1974 i 1975 oraz finał Pucharu UEFA 1970 z RSC Anderlechtem
- Król strzelców belgijskiej ekstraklasy w latach 1960, 1961, 1965 i 1974.
- Czterokrotnie wybierany piłkarzem roku w Belgii.
- Dwukrotnie znalazł się na 5. miejscu w plebiscycie France Football na najlepszego piłkarza Europy.
- Najmłodszy debiutant reprezentacji Belgii w historii.

W barwach RSC Anderlecht rozegrał 457 meczów i strzelił 233 gole.
W reprezentacji Belgii od 1960 do 1974 roku rozegrał 81 meczów i strzelił 30 goli (współrekord kraju) – brązowy medal Euro 1972 (był wówczas kapitanem drużyny) oraz start na mundialu 1970 (runda grupowa).

## Sukcesy szkoleniowe
- mistrzostwo Belgii 1985 i Puchar UEFA 1983 z RSC Anderlechtem
- awans do Mundialu 1994 i start w tym turnieju (1/8 finału) z reprezentacją Belgii

## Filmografia
Paul Van Himst zagrał w filmie Johna Hustona Ucieczka do zwycięstwa (1981).